# Carloman II
Carloman II (cap a 862 - 12 de desembre del 884), rei de la Frància Occidental des del 879 fins al 884, associat fins al 882 amb el seu germà Lluís III i en solitari des de llavors fins a la seva mort.
Era el fill mitjà del rei Lluís II. Va haver de fer front a les incursions normandes i a les revoltes de la noblesa de la Borgonya.
Va morir caçant, el 12 de desembre del 884, succeint-lo Carles III el Gras.

## Família

### Avantpassats
|  |                         |  |  |  |  |  |  |  |  |  |  |  |  |  |  |  |
|  | 16. Carlemany           |  |  |  |  |  |  |  |  |  |  |  |  |  |  |  |
|  |                         |  |  |  |  |  |  |  |  |  |  |  |  |  |  |  |
|  |                         |  |  |  |  |  |  |  |  |  |  |  |  |  |  |  |
|  | 8. Lluís el Pietós      |  |  |  |  |  |  |  |  |  |  |  |  |  |  |  |
|  |                         |  |  |  |  |  |  |  |  |  |  |  |  |  |  |  |
|  |                         |  |  |  |  |  |  |  |  |  |  |  |  |  |  |  |
|  | 17. Hildegarda          |  |  |  |  |  |  |  |  |  |  |  |  |  |  |  |
|  |                         |  |  |  |  |  |  |  |  |  |  |  |  |  |  |  |
|  |                         |  |  |  |  |  |  |  |  |  |  |  |  |  |  |  |
|  | 4. Carles II el Calb    |  |  |  |  |  |  |  |  |  |  |  |  |  |  |  |
|  |                         |  |  |  |  |  |  |  |  |  |  |  |  |  |  |  |
|  |                         |  |  |  |  |  |  |  |  |  |  |  |  |  |  |  |
|  | 9. Judit de Baviera     |  |  |  |  |  |  |  |  |  |  |  |  |  |  |  |
|  |                         |  |  |  |  |  |  |  |  |  |  |  |  |  |  |  |
|  |                         |  |  |  |  |  |  |  |  |  |  |  |  |  |  |  |
|  | 2. Lluís II el Quec     |  |  |  |  |  |  |  |  |  |  |  |  |  |  |  |
|  |                         |  |  |  |  |  |  |  |  |  |  |  |  |  |  |  |
|  |                         |  |  |  |  |  |  |  |  |  |  |  |  |  |  |  |
|  | 10. Otó I d'Orleans     |  |  |  |  |  |  |  |  |  |  |  |  |  |  |  |
|  |                         |  |  |  |  |  |  |  |  |  |  |  |  |  |  |  |
|  |                         |  |  |  |  |  |  |  |  |  |  |  |  |  |  |  |
|  | 5. Ermentruda d'Orleans |  |  |  |  |  |  |  |  |  |  |  |  |  |  |  |
|  |                         |  |  |  |  |  |  |  |  |  |  |  |  |  |  |  |
|  |                         |  |  |  |  |  |  |  |  |  |  |  |  |  |  |  |
|  | 1. Carloman II          |  |  |  |  |  |  |  |  |  |  |  |  |  |  |  |
|  |                         |  |  |  |  |  |  |  |  |  |  |  |  |  |  |  |
|  |                         |  |  |  |  |  |  |  |  |  |  |  |  |  |  |  |
|  | 3. Ansgarda de Borgonya |  |  |  |  |  |  |  |  |  |  |  |  |  |  |  |
|  |                         |  |  |  |  |  |  |  |  |  |  |  |  |  |  |  |
|  |                         |  |  |  |  |  |  |  |  |  |  |  |  |  |  |  |

## Coronació i amenaça independentista
Carloman, fill de Lluís II, dit « el Quec », i d'Ansgarda de Borgonya, va ser coronat rei dels francs d'occident el 4 de setembre del 879 a l'abadia de Ferrières, a prop de Montargis i la cerimònia va estar presidida per l'arquebisbe Ansegise de Sens. Va accedir al tron amb probablement només 12 anys i juntament amb seu germà gran Lluís III, per decisió dels homes de confiança del difunt pare :Bernat Plantapilosa, Hug l'Abat, Teodoric de Vergy i Bosó de Provença. Aquest darrer, que havia estat governant de la Borgonya Cisjurana i la Provença des dels temps de l'avi de Carloman, Carles el Calb, el 15 d'octubre del 879 es va voler independitzar proclamant-se rei de la Provença a Mantaille amb el suport dels bisbes i cavallers de la zona. Malgrat tot no va comptar amb el vistiplau del papa que va considerar que feia prevaldre els seus interessos personals.

## Repartiment dels territoris

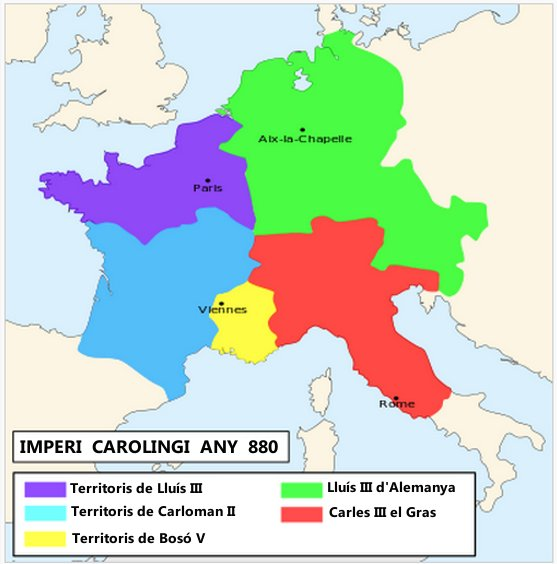
L'imperi carolingi a l'any 880, segons l'acordat a Ribemont.

El febrer del 880, el seu cosí Lluís el jove, demanava d'entrevistar-se amb els dos nous reis sota amenaça de guerra si no ho feien. La trobada va tenir lloc a Ribemont, actual Ainse. El cosí demanava recuperar els territoris de la Lotaríngia que li havien estat usurpats al seu pare en el "tractat de Meerseen" el 870. Per tal d'evitar guerrejar acorden fer un repartiment de les terres, si més no, a nivell d'administració, mentre que només es reconeixen com a reis els dos germans: Lluís i Carloman.
El març del 880, en una reunió a Amiens, es va fer un repartiment de les responsabilitats de govern : Lluís s'encarregaria de Nèustria, mentre que el seu germà Carloman se'n faria càrrec de la Borgonya, l'Aquitània i la Septimània. A més excloïen Hug, el fill bastard del seu oncle Lotari, dels drets de successió. A l'agost d'aquell mateix any, Carloman, amb el suport de la resta de nobles francs, i de Carles III el Gras van presentar batalla a Bosó, a Berry l'Autunois i a Nivernais. Però les tropes de Bosó no van ser vençudes fins a la batalla de Crêches-sur-Saône, prop de la localitat de Mâcon. · . Amb l'amenaça dels invasors vikings al nord, Lluís i Carloman no es podien permetre continuar batallant contra Bosó, per la qual cosa va signar una treva.

## Regnat en solitari
Després de la mort sobtada del seu germà, el 5 d'agost del 882 Carloman II, va abandonar el setge de Vienne, deixant-la en mans de Ricard II de Borgonya (doncs havia reprès la lluita contra Bosó), i es reconeix com a únic rei dels francs occidentals en una reunió celebrada al palau de Quierzy el 9 de setembre. A l'octubre, va pujar fins al Somme per continuar la defensa contra els vikings, els quals va derrotar a l'Aisne a Avaux. Aquell hivern convocava una nova reunió.

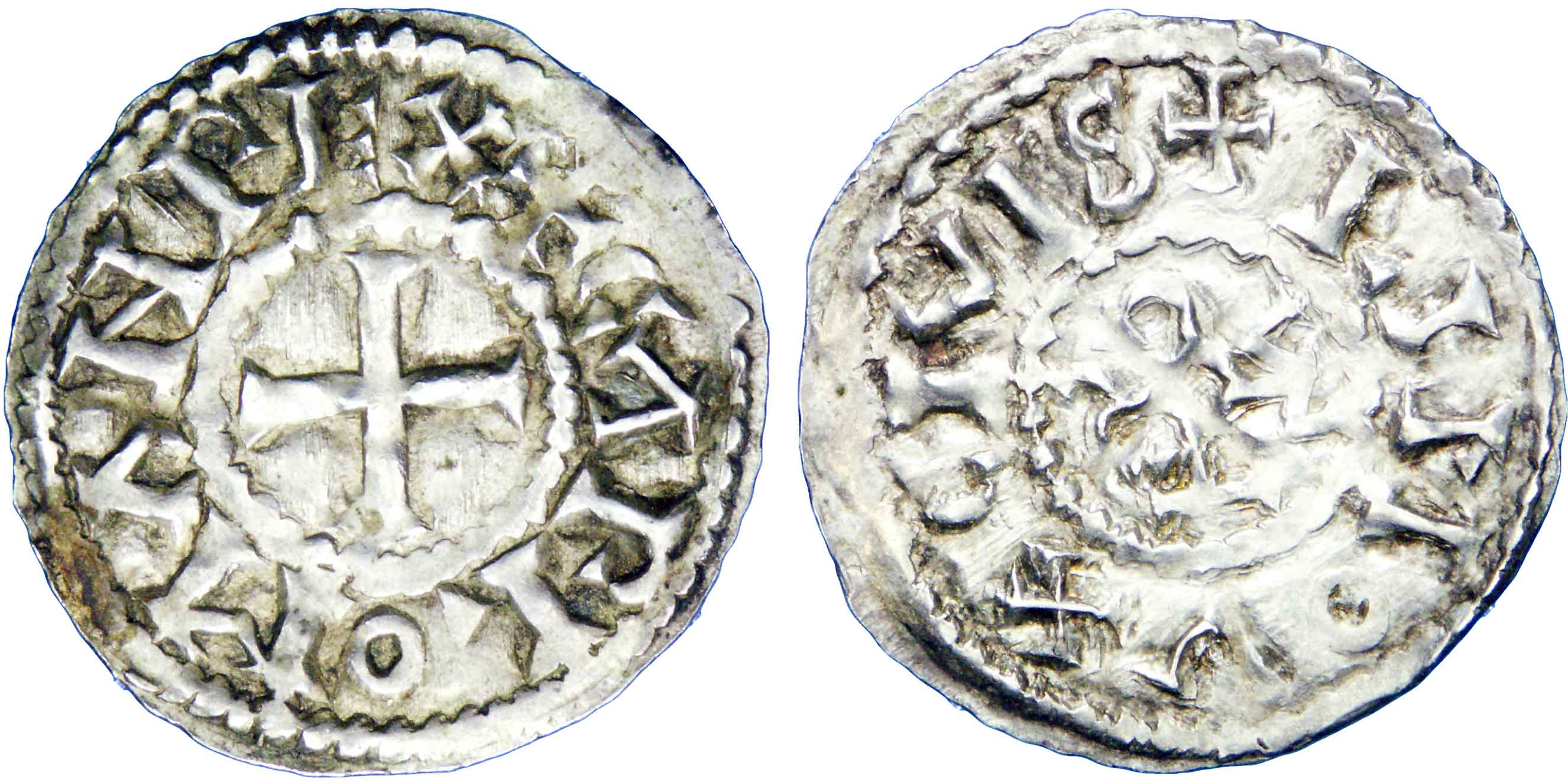
Moneda del regnat de Carloman II

Les corts (placitum) van tenir lloc a Worms l'1 de novembre del 882, Carloman II reclamava a Carles el Gras la restitució de la meitat occidental de la Lotaríngia que Lluís el Jove li havia promès donar-li en cas de mort del seu germà, però Carles s'hi va negar.
 El 882 Hasting accepta esdevenir comte de Chartres a canvi de la pau.
El 883 els vikings van tornar a atacar, però van ser vençuts per les tropes de Carloman a Miannay a prop d'Abbeville.
 L'any següent, en previsió de més atacs, va reunir a Compiègne els grans del regne i van aplegar 12 000 lliures de plata, una gran quantitat per al seu temps, per a oferir als invasors a canvi del cessament dels seus atacs. El març del 884, en una reunió a Vernon va promulgar una ordre capitular on es condemnava severament als qui a partir d'aquell moment practiquessin el bandidatge. Es tractava de la darrera ordre capitular feta per un rei carolingi. Havent aconseguit l'expulsió dels vikings, Carloman se'n va anar a passar una temporada al castell de Bézu.

## Mort i descendència

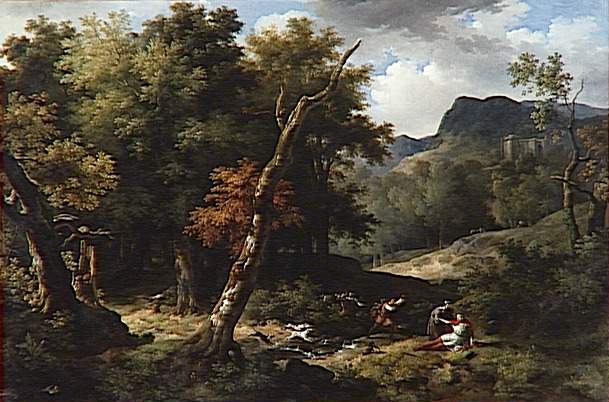
”Carloman ferit de mort al bosc de Bézu, pintura del 1821 obra de Jean-Charles-Joseph Rémond. Museu del Louvre.

Carloman va morir sobtadament mentre estava passant uns dies amb uns familiars al castell de Bézu (Eure), entre Rouen i Gournay-en-Bray. Era el 6 de desembre del 884, la causa va ser un tret accidental donat per un dels seus vassalls mentre anaven de cacera,. Va ser enterrat a Saint-Denis.
Carloman havia estat promès, en vida del seu pare, l'onze de setembre del 878 a Troyes, amb Engelberga, filla de Bosó de Provença. El matrimoni però, no es va dur a terme, en part per ser massa jove (quan va morir només tenia disset anys) i en part per l'enemistat a causa de les aspiracions independentistes del pare de la núvia.
Per tant, Carloman va morir sense descendència i la corona va passar a mans del seu germà menor Carles, sota la tutela del seu oncle Carles III el Gras.